# Kajak

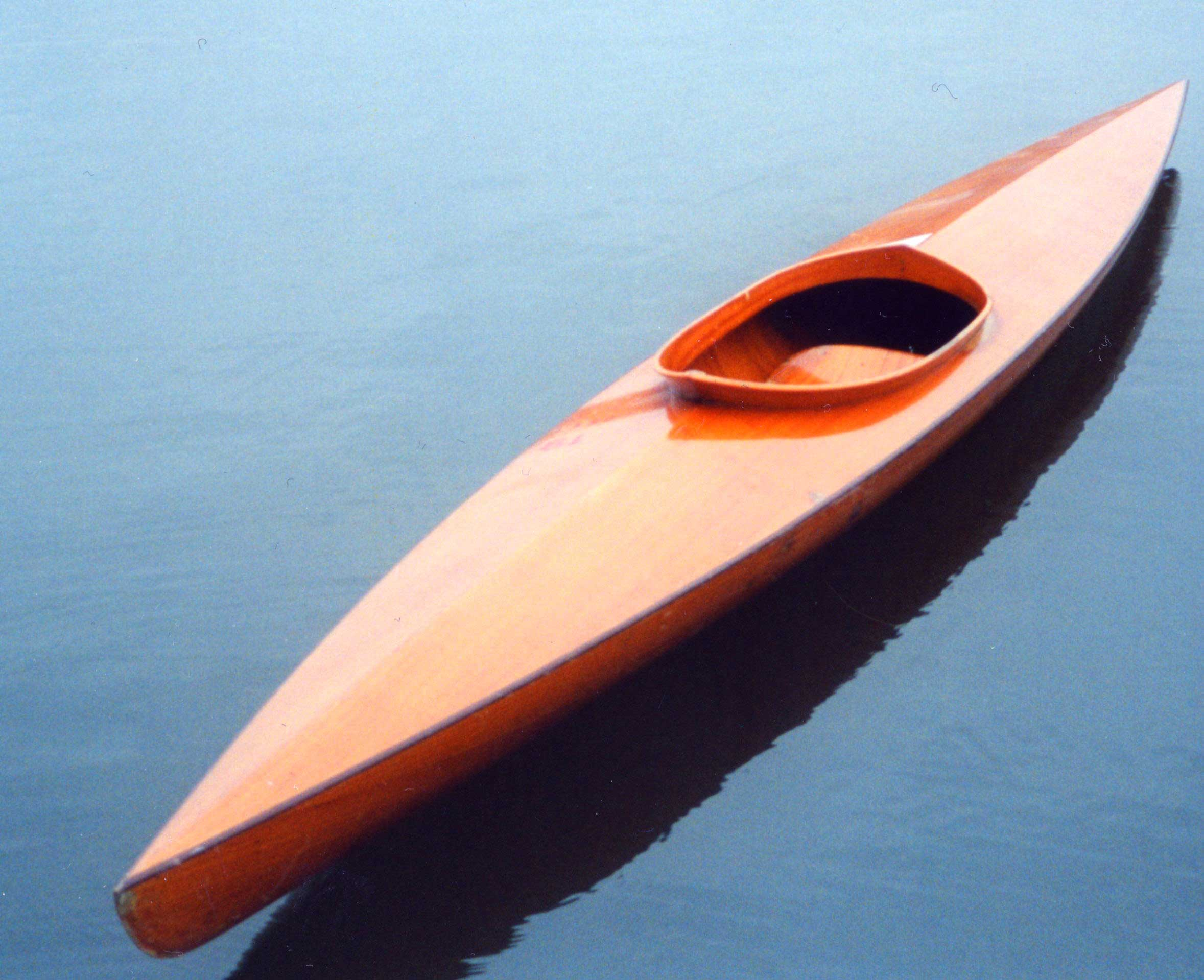
Kajak

Een kajak is een klein, spits type boot dat doorgaans enkel door spierkracht wordt voortbewogen. Kenmerkend is dat de kajak van boven dicht is met een of meer mangaten in het midden, waarbij de vaarder met de benen naar voren zit en met een dubbelbladige peddel vaart.

## Geschiedenis
Het model van de kajak is oorspronkelijk afkomstig van de Inuit (aan wie ook het woord 'kajak' ontleend werd), en werd gebruikt om op zee te jagen op grote vissen en zelfs walvissen. Deze kajaks waren uiterst mobiel en wendbaar. Met uitzondering van een klein gat in het midden is het dek geheel gesloten. Bovendien kan de vaarder dit gat geheel afsluiten met een spatzeil dat om zijn middel zit. Bij de Inuit sloot dit spatzeil aan op de kleding, men 'droeg' een kajak als het ware. Door deze vrijwel waterdichte afsluiting is de kajak zeer geschikt voor het varen in water met hoge golven. Een kajakker kan na omslaan weer overeind komen met de zogenaamde eskimorol. Door de waterdichte afsluiting was de kajakker bovendien beschermd tegen onderkoeling. Iedere Inuitman had een eigen kajak die aan zijn eigen lichaamsafmetingen was aangepast.

## Constructie

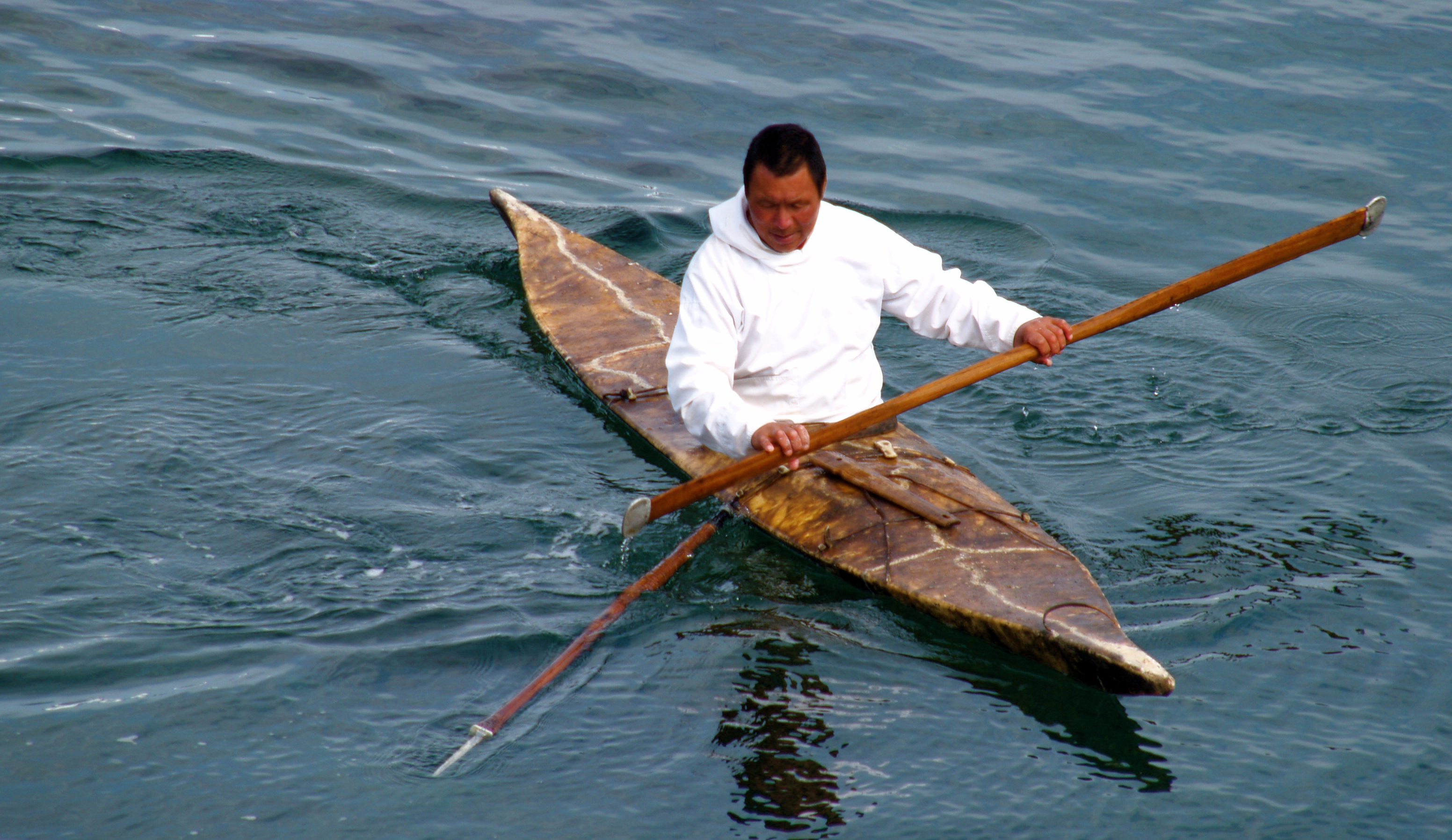
Inuitjager in een traditionele kajak, gewapend met een harpoen

Oorspronkelijk werden kajaks vervaardigd uit een geraamte van hout dat bespannen werd met dierenhuiden. De constructie van een geraamte met losse huid bestaat nog als vouwkano of voor zelfbouw.
Tegenwoordig zijn de meeste kajaks vervaardigd uit Polyetheen (PE) of composieten, bijvoorbeeld polyester met bijvoorbeeld carbon, glasvezel en/of Kevlar. Kajaks van polyetheen zijn goedkoper, maar kunnen niet zo licht gemaakt worden als met exemplaren van composietmateriaal mogelijk is.
Er bestaan kajaks die deelbaar zijn, zodat ze eenvoudiger kunnen worden meegenomen in auto's of vliegtuigen. De onderdelen worden dan met bouten of met een kliksysteem aan elkaar bevestigd. Er bestaan zelfs modulaire kano's waarbij het mogelijk is om van een eenpersoons- een meerpersoonskajak te maken.
Een kajak kan worden uitgerust met een roer of een scheg. Beiden kunnen al dan niet intrekbaar zijn.

Soms worden kajaks uitgevoerd met een klein zeil. Ook wordt er soms een drijver parallel aan de boot bevestigd: een uitlegger. (Zie uitleggerkano.)

## Vaartechniek
De kajakpeddel is een stok met twee bladen, die afwisselend links en rechts naast de boot in het water dienen te worden gestoken. Het is een misverstand dat bij de voortbeweging van een kajak enkel trekkracht wordt uitgeoefend met één arm. De kracht om vlugger en beter voort te bewegen hangt ook af van duwkracht van de tegenovergestelde arm. Bij moderne peddels voor Vlakwater komt de meeste kracht vanuit romp en schouders, door draaibeweging van de romp. Moderne 'wingpeddels' eisen beweging naar buiten, van de vaarder af. Ook met de originele zogenaamde 'groenlandpeddel' is dat de meest effectieve slag om vooruit te komen.

## Gebruik

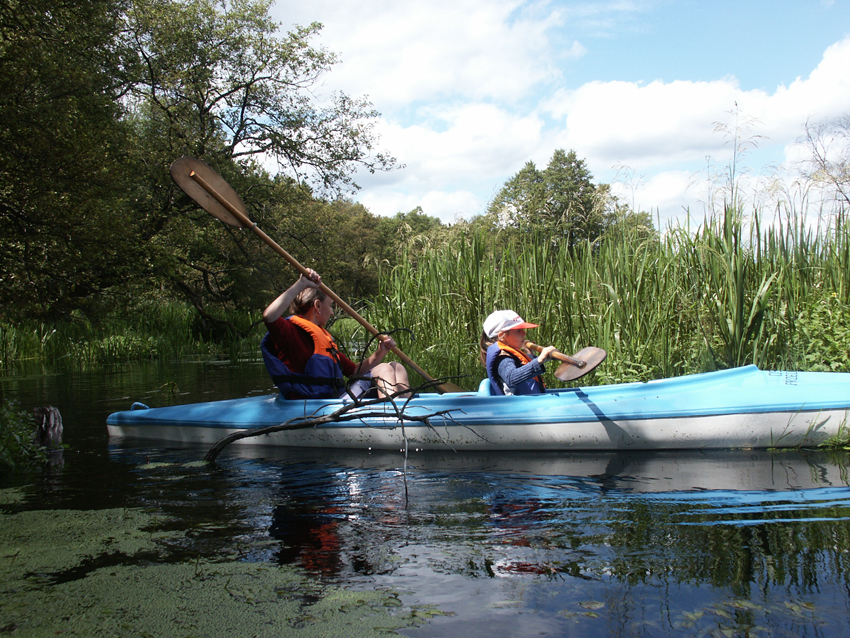
Tweepersoonstoerkajak

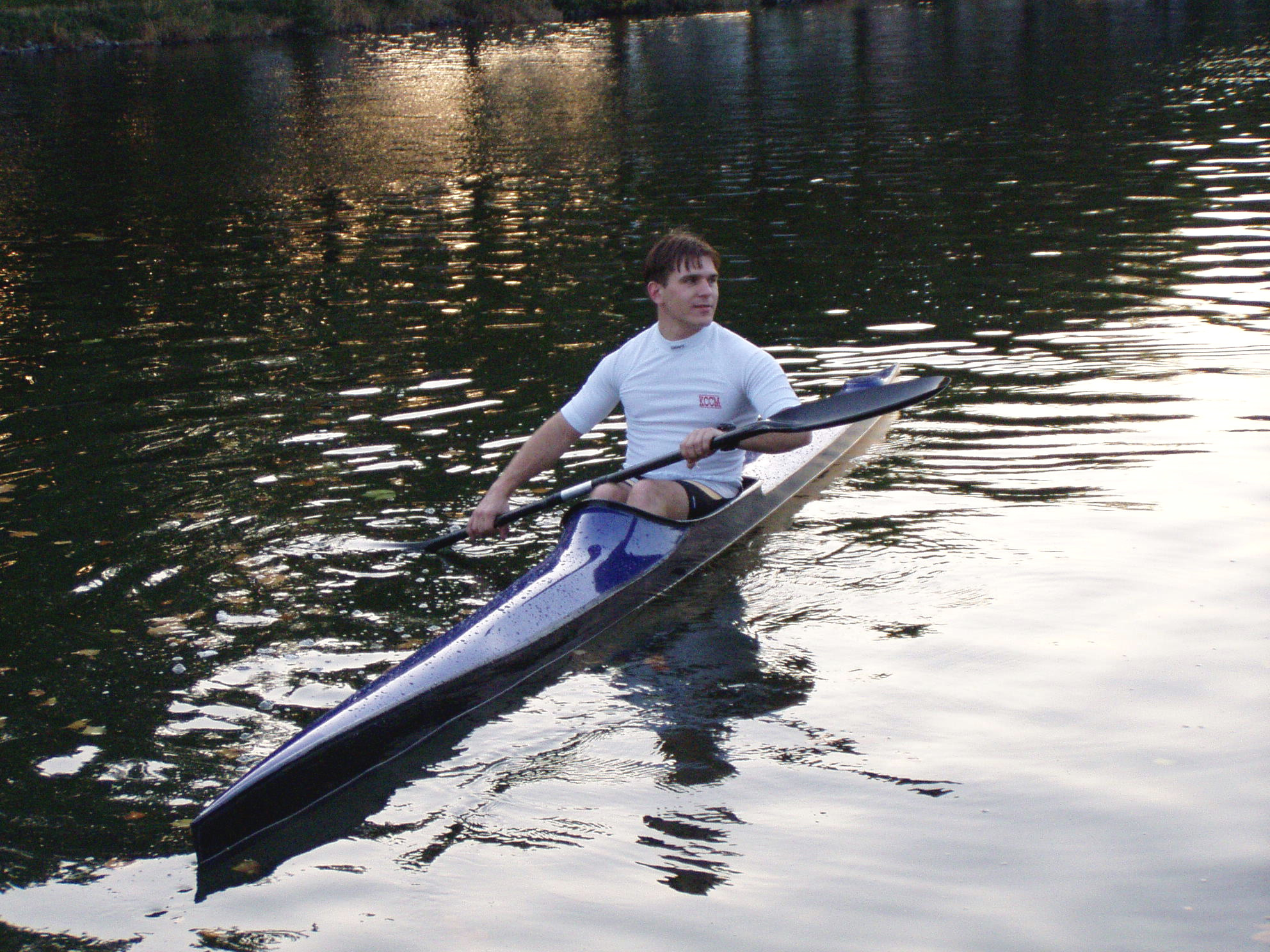
Eenpersoons Vlakwaterwedstrijdkajak (K1)

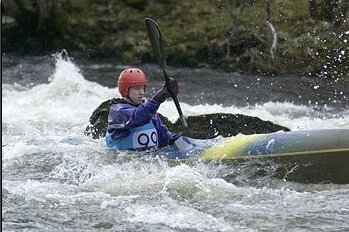
Eenpersoons Wildwaterwedstrijd Afvaartkajak (K1)

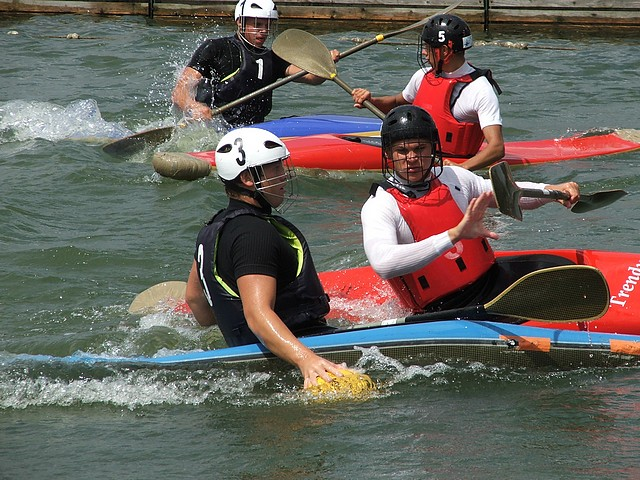
Kanopolokajaks

Heden ten dage worden kajaks vooral gebruikt voor sport en ontspanning, zoals:
- Vlakwater Sprint (een Olympische sport)
- Vlakwater Marathon
- Wildwater Kanoslalom (een Olympische sport)
- Wildwater Afvaart
- Wildwater Freestyle sier- en stuntvaren op wildwater, wedstrijdvorm van wat playboating (of rodeo) wordt genoemd
- Kanopolo
- Wildwatervaren
- Brandingvaren
- Kajakvissen
- Toervaren: van puur recreatieve tochtjes op min of meer vlak water tot zware tochten door wildernisgebieden of over groot water
  - Zeekajakvaren

## Typen

### Toerkajaks
Zeekajak
De zeekajak heeft een lengte tot zo’n 5,5 meter of meer, is maximaal 60 cm breed en vaak voorzien van een karakteristieke oplopende voor- en achterpunt. Ze zijn meestal voorzien van 2 of 3 waterdichte compartimenten en deklijnen over de gehele lengte van de boot, geschikt voor lange tochten op groot water.
Sit-on-topkajak
Kajaks waar men niet in, maar min of meer 'op' de boot zit. Voordeel daarvan is de grote bewegingsvrijheid en bij omslaan klim je er weer op – als de omstandigheden dat toelaten. Nadeel is dat men minder beschut zit.
Surf ski
Sit-on-topkajak bedoeld voor het varen in golven van groot water.
Trapkajak
Een sit-on-topkajak met twee pedalen die met de benen op en neer bewogen moeten worden, waardoor een tweetal vinnen onder de boot in tegenfase zijdelings op en neer gedraaid worden. Daarmee wordt een voortstuwing gerealiseerd die afgekeken is van de pinguïn. De efficiëntie van deze aandrijving is relatief groot ook door de betere ergonomie ervan (goed peddelen vraagt veel meer beheersing van techniek). Zie onder meer.

### Wildwaterkajaks
Belangrijkste doel bij wildwaterkajaks is dat ze zo goed mogelijk op wildwater kunnen functioneren. Onderling bestaat er verschil in geschiktheid voor verschillende soorten van wildwater en manieren van wildwatervaren. Ze worden meestal gemaakt van sterke materialen zoals polyethyleen.

### Wedstrijdkajaks
In de wedstrijdsport wordt een kajak aangeduid met de 'K' van Kajak, met daarbij een nummer voor het aantal personen dat geacht wordt het vaartuig voort te bewegen. K-1 staat dan voor eenpersoonskajak, K-2 voor tweepersoonskajak en de K-4 voor een vierpersoonskajak.
De eenpersoonskajak voor vlakwatersprint wedstrijden is maximaal 5,2 meter lang met een minimumgewicht van 8 kilogram, en heeft een roertje dat met de voeten bediend wordt. Hierbij geldt een reglementaire beperking dat men in de boot dient te zitten en niet op de boot. Hoe smaller je heupen dus zijn, des te smaller je boot kan zijn. Omdat onderwater de dwarsdoorsnee zo smal mogelijk is, is deze boot bijzonder onstabiel.
De eenpersoonskajak voor kanoslalom is minimaal 3,5 meter lang en 8 kilogram zwaar, en is zeer draaibaar (met één steek kan bijna een volledige draai van 360° worden gemaakt) en heeft geen roer onderaan, dit zou de snelle draai van de boot alleen maar afremmen.
De eenpersoonskajak voor wildwater afvaart is maximaal 4,5 meter lang en minimaal 60 cm breed en 10 kilogram zwaar. Door hun specifieke vorm zijn ze snel en te besturen door deze te kantelen naar één zijde.
Beroepsmatig worden kajaks onder andere gebruikt door speciale eenheden van de zeestrijdkrachten.